# مادوم غروس
مادوم غروس (بالإنجليزية: Madom Gröss)‏ هو أحد جبال سلسلة جبال الألب ليبونتيني ويقع في كانتون تيسينو في سويسرا. يحتل المرتبة رقم 284 في قائمة جبال سويسرا من حيث الارتفاع، إذ يبلغ ارتفاعه حوالي 2741 متر، بينما يبلغ ارتفاع نتوء الجبل 630 متر.